# اکارسو، اردانوچ
اکارسو، اردانوچ (به لاتین: Akarsu, Ardanuç) یک Köy در ترکیه است که در استان آرتوین واقع شده‌است.

## خصوصیات
اکارسو ۱۱۴ نفر جمعیت دارد.